# Mezquital
Mezquital là một đô thị thuộc bang Durango, México. Năm 2005, dân số của đô thị này là 30069 người.